# Erwin Schneider (Theologe)
Erwin Eugen Schneider (* 25. März 1892 in Brünn; † 9. September 1969 in Wien) war ein österreichischer Theologe und Hochschullehrer.

## Leben und Wirken
Nach dem Besuch des Deutschen Staatsgymnasiums in Brünn studierte er ab 1910 Philosophie und Theologie an den Universitäten Wien, Marburg und Halle-Wittenberg. Zusätzlich belegte er auch Kurse zur Malerei an der Akademie der bildenden Künste in Wien. 1914 promovierte er zum Dr. phil. und wurde 1917 Lic. theol.
Im Ersten Weltkrieg war Schneider zunächst Vikar in Karlsbad und dann Feldkurat an der Südfront. 1918 erhielt er eine Stelle als Pfarrer in Ljubljana, später ging er wieder nach Karlsbad zurück, das nunmehr in der neugebildeten Tschechoslowakei lag. 1923 wechselte er nach Wien, wo er u. a. die Evangelische Volkshochschule gründete und das Ende des Zweiten Weltkrieges erlebte.
1945 erfolgte seine Berufung zum außerordentlichen Oberkirchenrat und 1946 erhielt er einen Lehrauftrag für Evangelische Theologie an der Universität Wien. 1948 erfolgte die Berufung zum ordentlichen Professor. Im Studienjahr 1958/59 wurde mit ihm erstmals ein Mitglied der Evangelisch-Theologischen Fakultät Rektor der Universität Wien. 1963 wurde er emeritiert.
1960 war er Mitgründer der Johannes-Mathesius-Gesellschaft, deren ersten Präsident er wurde.

## Ehrungen
- 1958 Ehrendoktorwürde der Universität Heidelberg
- 1959 Rektorserinnerungszeichen der Universität Wien
- 1969 Johannes-Mathesius-Medaille

## Schriften (Auswahl)
- Religion als Erfahrung am „Worte Gottes“ nach Luther. Eine religionsphilosophische Studie. Selbstverlag, Brünn 1917.
- Univ.-Prof. D. Fritz Wilke zum Gedächtnis. In: Amt und Gemeinde 9, 1958, S. 1 f.
- Melanchthon, der erste Schulmeister des Luthertums. 1960.